# Хмельницька обласна бібліотека для дітей імені Т. Г. Шевченка
Хмельницька обласна бібліотека для дітей імені Т. Г. Шевченка — спеціалізований, багатофункціональний, інформаційний, загальнодоступний, культурно-освітній, дозвіллєвий, безпечний простір, центр організації бібліотечно-бібліографічного обслуговування дітей та організаторів дитячого читання, консультативний центр з питань дитячого читання. Це — найбільша книгозбірня для дітей на Хмельниччині.
Діяльність бібліотеки спрямовано на:
- реалізацію основних функцій: інформаційної, культурно-освітньої, дозвіллєвої;
- сприяння духовного та інтелектуального розвитку дітей, їх самопізнанні та самоосвіті;
- пошук та впровадження інноваційних форм культурно-дозвіллєвої діяльності;
- організацію конкурсів, програм, фестивалів, творчих зустрічей, які розвивають творчий потенціал дітей;
- підтримку дітей з інвалідністю, проведення адаптованих масових заходів;
- розвиток духовності користувачів-дітей та підлітків;
- надання кваліфікованої допомоги користувачам з урахуванням їхніх соціально-психологічних і вікових особливостей та можливостей;
- створення умов для гармонійного розвитку особистості бібліотекарів та вдосконалення їх професійної майстерності, реалізації творчих планів.

Книгозбірня є методичним центром для бібліотек області, що працюють з дітьми. Надає їм допомогу, досліджує проблеми дитячого читання, організовує заходи для підвищення фахового рівня бібліотекарів (День керівника, Школа професійного розвитку, Бібліотечна майстерня, Творча лабораторія та ін.), працює методичний онлайн-офіс та професійне партнерство Івано-Франківської, Львівської, Тернопільської та Хмельницької обласних бібліотек для дітей (Конструкторське Бюро Бібліотекарів — КББ).
Організаційно-методична робота бібліотеки стала провідною ланкою по забезпеченню реального оновлення діяльності дитячих бібліотек області. Створена диференційована система підвищення кваліфікації бібліотечних працівників. Бібліотека є організатором науково-дослідної роботи з питань бібліотечного обслуговування дітей, базою нововведень, місцем організації семінарів, наукових конференцій з питань бібліотечної роботи, щорічно видає довідково-бібліографічні матеріали (довідники, покажчики, пам'ятки, листівки), методичні поради тощо.
Хмельницька ОДБ бере участь у реалізації проєктів Національної бібліотеки України для дітей: «Віртуальна довідка: об'єднана довідкова служба бібліотек України», «Кращі інтернет-ресурси від Української асоціації працівників дитячих бібліотек України» «Почитайко», «КЛЮЧ». Реалізує проєкти «Літературна карта Хмельниччини», «Формування інформаційної культури користувачів-дітей», «Електронна бібліотека», «КЗД» (Календар знаменних дат)
Бібліотека працює за програмою «Бібліотечна інклюзія: інформаційний простір для особливих дітей», що сприяє соціальній адаптації дітей даної категорії.
Книгозбірня знаходиться в самому центрі міста, у найстарішій та найпершій десятиповерхівці міста Хмельницького.
За рік бібліотека обслуговує понад 17600 користувачів
Бібліотеку відвідує біля 113000 користувачів
Щороку видається користувачам біля 335000 примірників документів
Фонд бібліотеки — понад 145 000 примірників документів
Сучасні вектори у діяльності бібліотек:
-      бібліотечна інклюзія;
захист прав читачів на отримання культурних послуг;
соціальне партнерство;
проєктна та програмна діяльність.
Наші бренди:
Кімната технічної творчості «Кімната казок»;
Інклюзивний майданчик для дітей молодшого віку із сенсорним обладнанням;
Інклюзивний креативний простір «FreeDreams»
Наші партнери:
- ГО Творча сотня «Рух до перемоги»;
- ГО «Жіночий ХАБ»;
- Хмельницький міський осередок Спілки поляків України;
- Благодійний фонд «Рокада»;
- Громадська організація «ХОМА»;
- Громадська організація «Соціальне здоров'я».

## Історія
10 грудня 1937 р. було створено обласну бібліотеку для дітей та юнацтва у м. Кам'янці-Подільському (тоді обласному центрі). Було затверджено структуру бібліотеки (книгосховище, 2 абонементи, читальня) і штат у кількості 18 чоловік. Вже в цьому році бібліотекою користувалися 3 тисячі читачів-дітей. Та Друга світова війна перервала розвиток бібліотеки. І свою роботу вона відновила 5 липня 1944 р. після звільнення області від німецько-фашистських загарбників вже у м. Проскурові, оскільки сюди було перенесено обласний центр.
В повоєнні роки бібліотека стала активно відроджуватись і розвиватись. Накопичувались книжкові фонди, збільшувалась кількість читачів, змінювались і удосконалювались форми роботи, покращувалась організаційно-методична діяльність. Зростала роль бібліотеки у житті суспільства.
У 1966 р. бібліотеці присвоєно почесне звання «Бібліотека відмінної роботи».
У 1974 р.  бібліотека одержала нове сучасне приміщення, з просторими читальними залами, абонементами, книгосховищем. Великого значення колектив бібліотеки надав оформленню інтер'єру. І завдяки пошукам, творчій співпраці груп  місцевих спеціалістів був створений своєрідний комфорт, який протягом наступних років постійно удосконалювався.
Перлиною бібліотеки стала «кімната казок». Це не тільки окраса книгозбірні, але й творча майстерня для юних шанувальників книги. Літературні, казкові герої, які оселилися у «кімнаті казок», виготовлені читачами бібліотеки.
З метою диференційного обслуговування читачів впроваджується розгорнута структура абонементів та читальних залів. Створюється один з перших в Україні відділ мистецтв.
Бібліотеку відвідують відомі письменники та делегації з усього світу.
Культурно-масова робота в 90-ті роки збагачується новими формами, удосконалюється науково-методична робота, започатковуються професійні навчання та творчі лабораторії для працівників дитячих бібліотек області, проводяться соціологічні дослідження. Інформаційно-бібліографічна робота націлена на виховання інформаційної культури читача.
З 1989 р. — бібліотека носить ім'я  Великого Кобзаря Т. Г. Шевченка.
2000 р. — розпочинається ера комп'ютеризації в бібліотеці, в практику роботи запроваджуються інформаційні технології. Проводиться велика робота по створенню електронних баз даних (Ріднокрай: історія і сьогодення; Сценарії; Наші видання; Бібліотека: теорія, практика, досвід та ін.). Створюється електронний каталог.
2004 р. — запрацював сайт бібліотеки.
2005 р. — відкрився  Інтернет-центр.
2011 р. — бібліотека стала базою для проведення Всеукраїнської конференції директорів обласних бібліотек для дітей «Бібліотека для дітей: нове бачення, нові орієнтири та соціальне партнерство».
2014 р. — перейшла на обслуговування користувачів у електронному режимі.
2015 р. — переможець Всеукраїнського конкурсу з популяризації читання на сайтах бібліотек України в номінації «Кращий сайт з популяризації читання бібліотек для дітей» та 2 роки поспіль (2013, 2015 рр.) переможець Всеукраїнського огляду-конкурсу обласних бібліотек для дітей в номінації «Обслуговування читачів» та «Електронні ресурси в роботі бібліотек».
2019—2021 рр. — реалізація проєктів у грантовій програмі «Інклюзивне мистецтво» від Українського культурного фонду.
Сьогодні Хмельницька обласна бібліотека для дітей імені Т. Г. Шевченка не лише книгозбірня, а заклад у якому діти творчо розвиваються і навчаються. Для наймолодших читачів працює студія творчого розвитку та дозвілля дітей «Мері Поппінс», для підлітків організоване «Кльове місце», де вони можуть усамітнитися, пограти у «настілки», помандрувати віртуально за допомогою VR-окулярів.
Обласна бібліотека для дітей крокує в ногу з часом. Ведеться електронне обслуговування читачів. Забезпечують роботу закладу 8 відділів. Розуміючи важливість створення сучасного образу бібліотеки, працівники по новому організовують свою роботу.
З використанням інформаційних технологій зазнали суттєвої модернізації бібліотечні заходи, при проведенні яких використовуються мультимедійні презентації, відеоподорожі, віртуальні екскурсії та ін.
Юні хмельничани спілкуються з письменниками та беруть участь у цікавих дійствах: BOOK-шоу, онлайн-брифінгах, форумах, акціях, флеш-мобах, квестах, бібліо-party, карамель-шоу, тематичних  вечірках тощо.
До послуг відвідувачів — різноманіття сучасних книг, Інтернет-центр, Wi-Fi, вільний доступ до мережі Інтернет.
Бібліотеку відвідали тисячі делегацій дітей і дорослих з різних куточків України та країн світу.
Тут завжди працювали та працюють віддані своїй справі люди, залюблені в книги та читачів. Це — творчий та енергійний колектив однодумців, які мають креативні ідеї, навички успішних комунікацій, володіють ораторським мистецтвом, інформаційними технологіями, зацікавлені у саморозвитку, завжди у пошуку нових форм та ідей.

## Проєкти
- «Особлива книга для особливих дітей», спрямований на створення аудіокниги за повістю «Метелики в крижаних панцирах» Оксани Радушинської (2019);
- «Подорож до сонечка» — інтерактивна вистава з елементами сенсорної терапії (2020);
- «FreeDreams» — облаштування інклюзивного креативного простору (2021);
- «Code Club. Хмельницький.» (2022);
- літературний проєкт «Письменник — воїн, слово — зброя»(2022);
- «Музикотерапія» (2022);
- літературний проєкт «Читай українське!» (2022);
- відеопроєкт «Читай. Слухай. Говори»; (2024);
- «Вільна мама» (2022);
- "Партнерство заради дитини (2023);
- «Психолог у бібліотеці» (2024);
- спільний проєкт з УІК «Читай українське».

## Міжнародні проєкти та програми
- «Ми українці — я і ти!»;
- «ЕОР. Kids. Ukraine»;

Бібліотека  виступає організатором і активним учасником Всеукраїнських та регіональних конкурсів.

## Нагороди
- Почесна Грамота Верховної Ради України (1978);
- диплом Виставки досягнень народного господарства України (1987, 1988);
- Грамота Верховної Ради України «За заслуги перед українським народом» (2018);
- лауреат обласних премій імені Т. Г. Шевченка (1993) та М. Смотрицького (2020);
- володарка Кришталевого пам'ятного знака «Серце віддаю дітям» (2003);
- «Бібліотека року 2021» (ІІ місце);
- Лауреат Всеукраїнського конкурсу «Краща бібліотека року» (2023).

## Організаційна структура
- відділ формування інформаційних ресурсів та документів для дітей;
- відділ забезпечення інформаційних та бібліографічних потреб користувачів;
- відділ збереження, гігієни та реставрації документів;
- відділ роботи з дошкільниками та учнями 1-4 класів;
- відділ роботи з користувачами-учнями 5-9 класів;
- відділ мистецтв;
- відділ інновацій, реклами та організації дозвілля;
- відділ удосконалення методики і практики бібліотечної роботи з дітьми;
- дирекція;
- Інтернет-центр.
- бухгалтерська служба.

## Адреса:
Тип: обласна дитяча 
Засновано: 10 грудня 1937 року
Директор бібліотеки: Черноус Валентина Юхимівна
Фонд: понад 145 тисяч примірників документів
Кількість користувачів: понад 17600 користувачів
Адреса: вул. Свободи, 51, м. Хмельницький, Україна, 29001